# Stazione di Baden
La stazione di Baden (in tedesco: Bahnhof Baden) è la principale stazione ferroviaria a servizio dell'omonima città svizzera nel Canton Argovia. È gestita dalle Ferrovie Federali Svizzere.
La stazione di Baden è stata il capolinea della prima ferrovia costruita interamente in territorio svizzero che, trasportando passeggeri benestanti da Zurigo alle terme di Baden, ne favorì anche l'affluenza. Inaugurata il 7 agosto 1847, la linea fu ben presto nota popolarmente come la Spanisch Brötli Bahn (cioè "il treno dei panini spagnoli") per via dei celebri Brötli spagnoli, una sorta di panini-pasticcini serviti a colazione e che costituivano una specialità della città di Baden: da allora essi, appena sfornati, venivano convogliati ogni mattina all'alba nella stazione di Baden e di qui trasportati a Zurigo nel bagagliaio del primo treno mattutino, giungendo puntualmente sulle tavole zurighesi per la colazione.